# Excalibur (album)
Az Excalibur a Grave Digger német power metal zenekar albuma. 1999-ben jelent meg a Middle Ages Trilogy utolsó darabjaként.

## Számok listája
1. The Secrets Of Merlin
2. Pendragon
3. Excalibur
4. The Round Table – Forever
5. Morgane Le Fay
6. The Spell
7. Tristian's Fate
8. Lancelot
9. Mordred's Song
10. The Final War
11. Emerald Eyes
12. Avalon

## Közreműködők
- Chris Boltendahl – ének
- Uwe Lulis – gitár
- Jens Becker – basszusgitár
- Stefan Arnold – dob
- H.P. Katzenburg – szintetizátor

## Külső hivatkozások
- grave-digger.de
- A dalszövegek Darklyrics.com (angolul)